# آثار تاریخی سوران
آثار تاریخی سوران مربوط به دوران‌های تاریخی پس از اسلام است و در شهرستان تایباد، روستای سوران واقع شده و این اثر در تاریخ ۲۵ اسفند ۱۳۷۹ با شمارهٔ ثبت ۳۵۲۶ به‌عنوان یکی از آثار ملی ایران به ثبت رسیده است.